# Psaphis
Psaphis is een geslacht van vlinders van de familie bloeddrupjes (Zygaenidae), uit de onderfamilie Chalcosiinae.

## Soorten
- P. albivitta (Rothschild, 1900)
- P. camadeva (Doubleday, 1847)
- P. euschemoides (Moore, 1865)
- P. gloriosus (Rothschild, 1900)
- P. rothschildi Joicey & Talbot, 1922